# Ziridava rubridisca
Ziridava rubridisca là một loài bướm đêm trong họ Geometridae.